# Tramoyes
Tramoyes est une commune française, située dans le département de l'Ain en région Auvergne-Rhône-Alpes. Elle se trouve dans la partie Sud du plateau dombiste, à proximité de l'issue du coteau de la Côtière. La commune appartient à l'aire urbaine de Lyon.
Ses habitants sont appelés les Tramoyens.

## Géographie

### Localisation
La commune est située à environ 20 km de Lyon, à 47 kilomètres de Bourg-en-Bresse (préfecture du département de l'Ain) et 73 kilomètres de Mâcon (préfecture du département de Saône-et-Loire).

#### Communes limitrophes
|                     | Mionnay                            |           |
| Miribel(Les Échets) | Tramoyes                           | Montluel  |
|                     | Saint-Maurice-de-Beynost / Beynost | La Boisse |

### Géologie et relief
La superficie de la commune est de 1 293 hectares ; l'altitude varie entre 268 et 307 mètres. En effet, l'intégralité du territoire communal est située sur un petit plateau morainique situé sur un plateau plus grand, celui de la Dombes.

### Hydrographie
La présence sur le territoire d'un ancien lac, le lac des Échets, est avérée. Le lieu-dit le Port rappelle l'existence passée de ce plan d'eau alors composante du marais des Échets qui occupe une partie du territoire communal.
Tramoyes est également traversée par le ruisseau des Échets.

### Voies de communication et transports

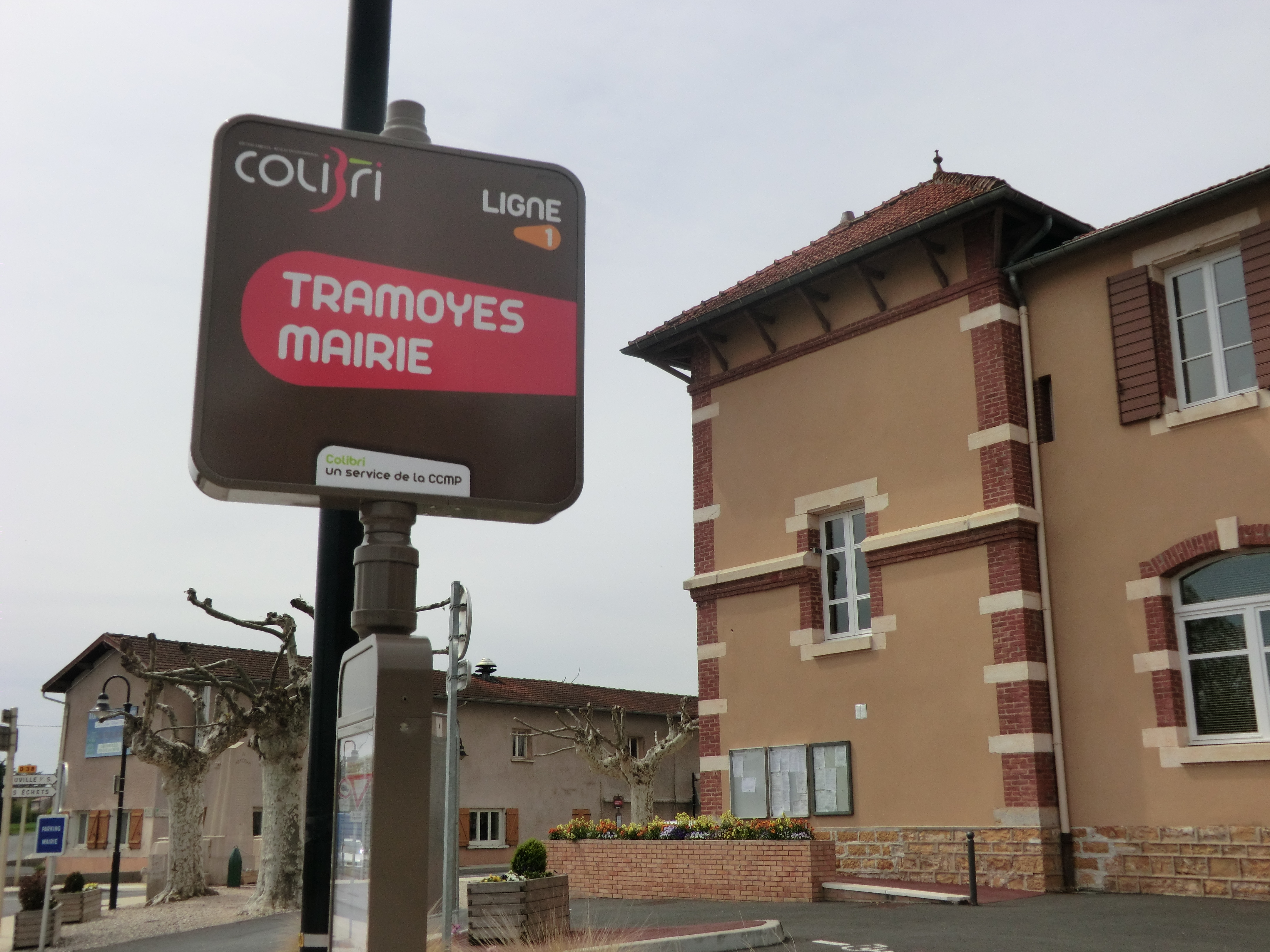
L'arrêt Tramoyes - Mairie de Colibri.

La commune de Tramoyes est desservie par le réseau Colibri depuis le début de son exploitation en février 2012.
Le territoire communal est par ailleurs traversé, au Sud, par l'autoroute A432 ainsi que par la ligne ferroviaire LGV Rhône-Alpes, qui lui est immédiatement parallèle. Un petit pont routier sur la RD 82, permet de franchir ces deux voies de transport et de rallier le bourg de Tramoyes.
Tramoyes n'est desservie par aucune gare. Toutefois, la commune se trouve à proximité de la gare de Saint-Maurice-de-Beynost sur la ligne de Lyon-Perrache à Genève (frontière) ainsi que des gares des Échets et de Mionnay sur la ligne de Lyon-Saint-Clair à Bourg-en-Bresse.

### Climat
Pour des articles plus généraux, voir Climat d'Auvergne-Rhône-Alpes et Climat de l'Ain.
En 2010, le climat de la commune est de type climat océanique dégradé des plaines du Centre et du Nord, selon une étude du CNRS s'appuyant sur une série de données couvrant la période 1971-2000. En 2020, Météo-France publie une typologie des climats de la France métropolitaine dans laquelle la commune est dans une zone de transition entre le climat semi-continental et le climat de montagne et est dans la région climatique Bourgogne, vallée de la Saône, caractérisée par un bon ensoleillement (1 900 h/an), un été chaud (18,5 °C), un air sec au printemps et en été et des vents faibles.
Pour la période 1971-2000, la température annuelle moyenne est de 11,5 °C, avec une amplitude thermique annuelle de 18 °C. Le cumul annuel moyen de précipitations est de 892 mm, avec 9,8 jours de précipitations en janvier et 7,4 jours en juillet. Pour la période 1991-2020, la température moyenne annuelle observée sur la station météorologique de Météo-France la plus proche, « Lyon-Bron », sur la commune de Bron à 16 km à vol d'oiseau, est de 13,0 °C et le cumul annuel moyen de précipitations est de 820,8 mm,. Pour l'avenir, les paramètres climatiques de la commune estimés pour 2050 selon différents scénarios d'émission de gaz à effet de serre sont consultables sur un site dédié publié par Météo-France en novembre 2022.

## Urbanisme

### Typologie
Au 1er janvier 2024, Tramoyes est catégorisée bourg rural, selon la nouvelle grille communale de densité à 7 niveaux définie par l'Insee en 2022.
Elle est située hors unité urbaine. Par ailleurs la commune fait partie de l'aire d'attraction de Lyon, dont elle est une commune de la couronne,. Cette aire, qui regroupe 397 communes, est catégorisée dans les aires de 700 000 habitants ou plus (hors Paris),.

### Occupation des sols
L'occupation des sols de la commune, telle qu'elle ressort de la base de données européenne d’occupation biophysique des sols Corine Land Cover (CLC), est marquée par l'importance des territoires agricoles (81,7 % en 2018), en augmentation par rapport à 1990 (79,9 %). La répartition détaillée en 2018 est la suivante : 
terres arables (81,7 %), forêts (7,6 %), zones urbanisées (6,7 %), zones industrielles ou commerciales et réseaux de communication (3 %), zones humides intérieures (1 %).
L'évolution de l’occupation des sols de la commune et de ses infrastructures peut être observée sur les différentes représentations cartographiques du territoire : la carte de Cassini (XVIIIe siècle), la carte d'état-major (1820-1866) et les cartes ou photos aériennes de l'IGN pour la période actuelle (1950 à aujourd'hui).

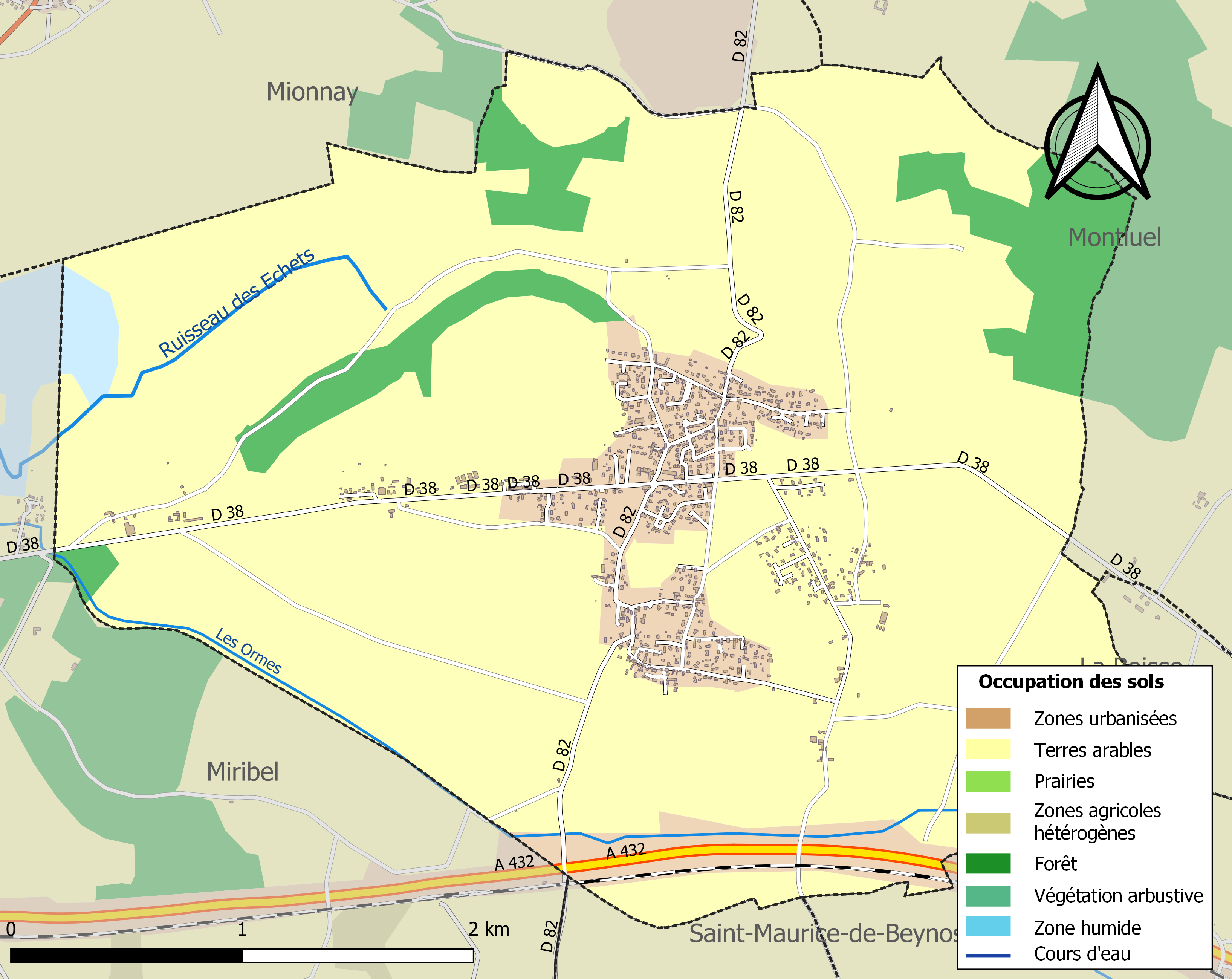
Carte des infrastructures et de l'occupation des sols de la commune en 2018 (CLC).

### Logement
En 2009, le nombre total de logements dans la commune était de 580, alors qu'il était de 494 en 1999.
Parmi ces logements, 97,2 % étaient des résidences principales, 1,5 % des résidences secondaires et 1,3 % des logements vacants. Ces logements étaient pour 90,5 % d'entre eux des maisons individuelles et pour 9,1 % des appartements.
La proportion des résidences principales, propriétés de leurs occupants était de 85,6 %, quasiment comme en 1999  (84 %). La part de logements HLM loués vides était de 3,9 % contre 5,6 % en 1999, leur nombre étant passé de 27 à 22.
Évolution du nombre total de logements à Tramoyes depuis 1968
|                                       | 1968   | 1975   | 1982   | 1990   | 1999   | 2009   |
| ------------------------------------- | ------ | ------ | ------ | ------ | ------ | ------ |
| Nombre de logements                   | 134    | 187    | 257    | 354    | 494    | 580    |
| Pourcentage de résidences principales | 74,6 % | 86,6 % | 91,0 % | 96,0 % | 97,1 % | 97,2 % |
| Sources des données : INSEE           |        |        |        |        |        |        |

## Toponymie
Il existe peu de certitudes sur l'origine du toponyme. Néanmoins, Tramoyes tirerait son origine de stramiacum qui représente le château où aurait été réunie l'assemblée des états de Louis le Pieux en 836.

## Histoire

### Moyen Âge
En 835 ou 836, le château de Tramoyes semble avoir accueilli l'assemblée générale des états de Louis le Pieux,. Le Stramiacum qui aurait accueilli cette réunion était un petit château fortifié situé sur un petit monticule. La poype fait l'objet d'une fiche à l'Inventaire général du patrimoine culturel. Elle remonterait au plus tôt au XIIe ou XIIIe siècle mais n'apparaît dans les textes pour la première fois qu'en 1331. La motte qui mesure environ cent mètres de circonférence et présente une forme sensiblement ovale est située au centre d'un étang de nos jours asséché. Jusqu'au XIXe siècle, une tour alors en ruine la couronnait, et son sous-sol aurait été parcouru de caves et couloirs souterrains, ce qui n'a put être confirmé.
Le territoire semble dépendre de la seigneurie de Miribel jusqu'à au moins 1690.

### Époque contemporaine
En 1934, une station TSF connu sous la dénomination d'émetteur de Tramoyes est installée dans la commune. Il est démantelé en décembre 2023.

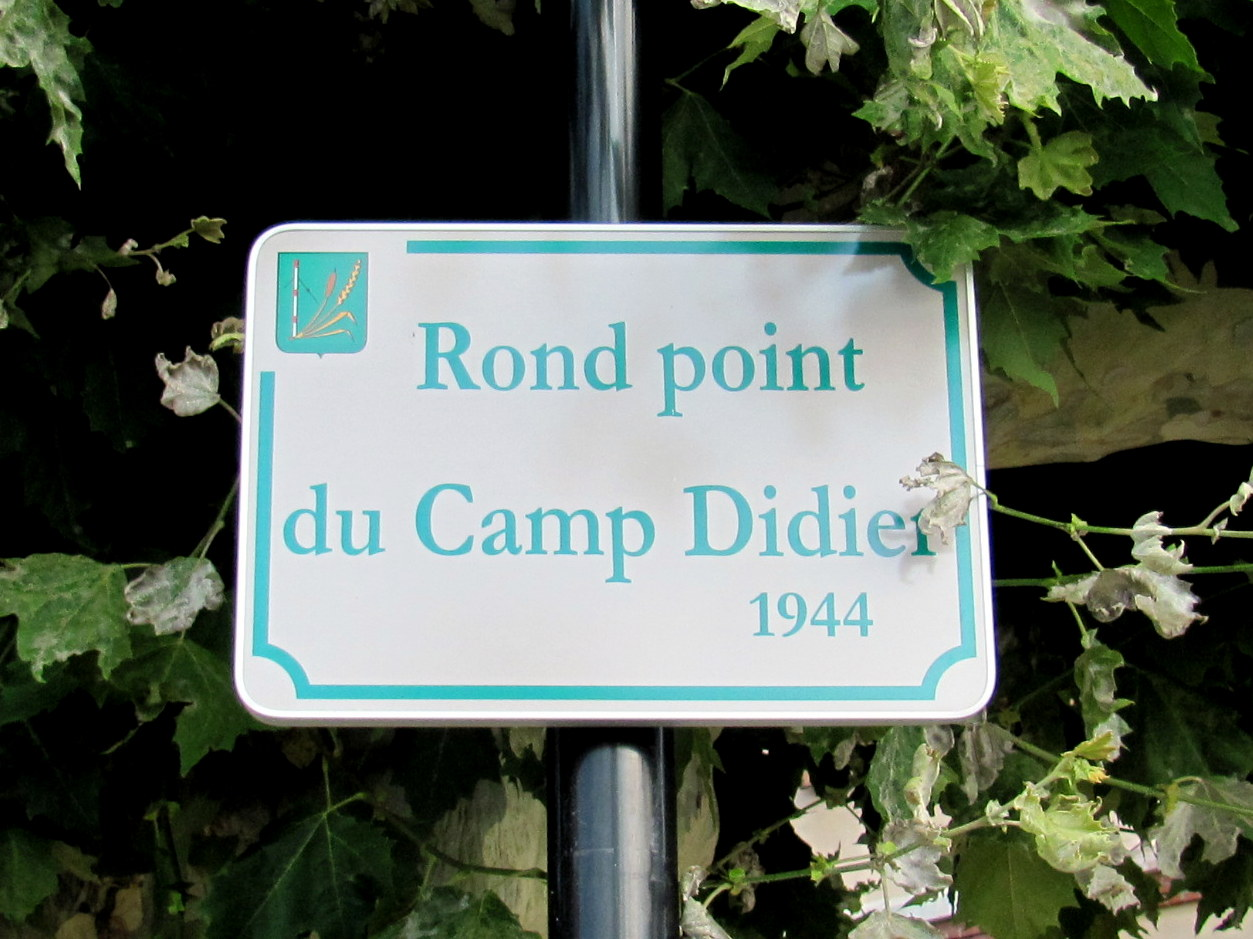
Panneau du rond-point du Camp Didier, à Tramoyes.

Durant la Seconde Guerre mondiale, un maquis, le camp Didier, est basé entre Mionnay et Tramoyes. Le rond-point du Camp Didier, situé près de la mairie, rend hommage à son action.

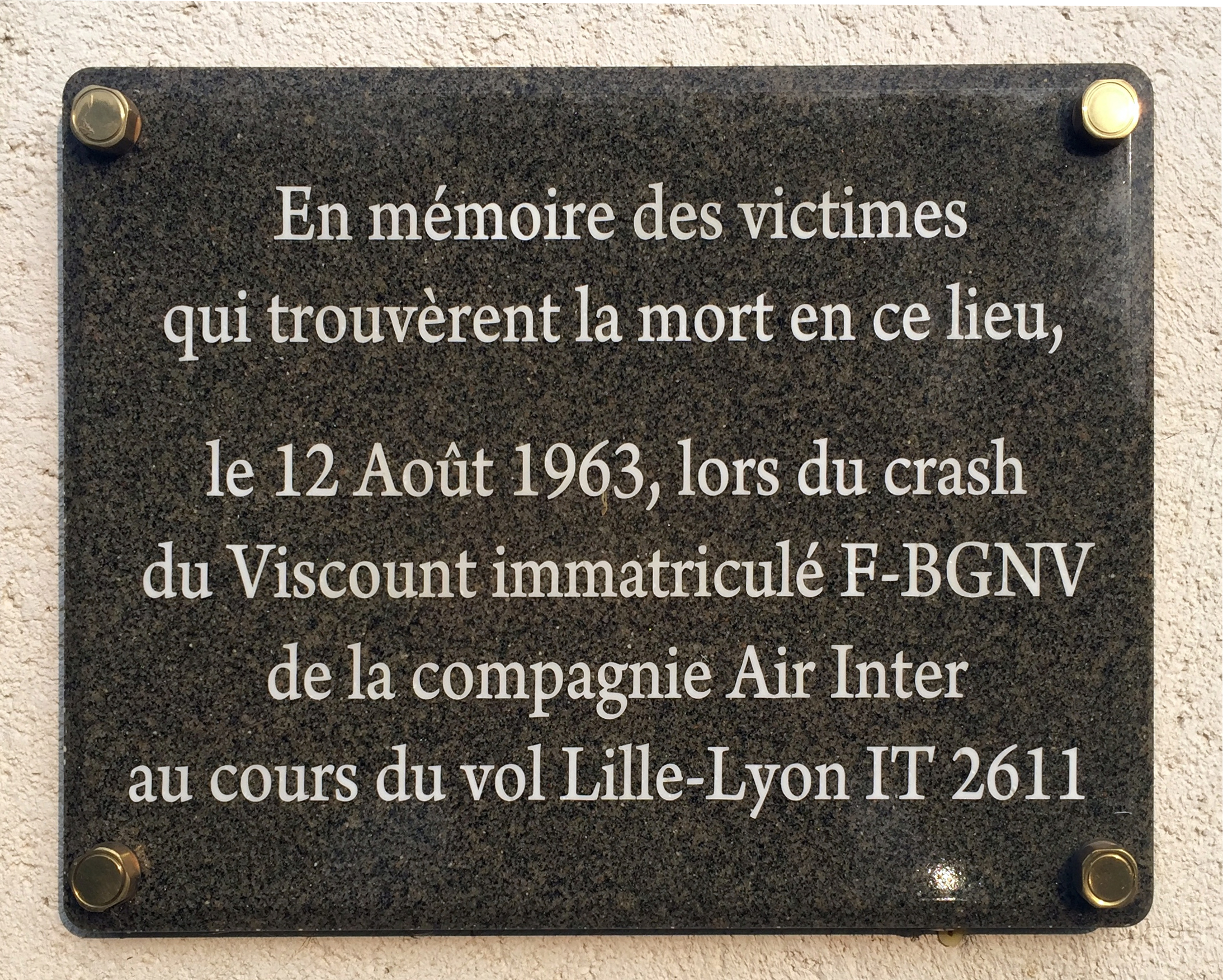
Plaque commémorative de l'accident aérien de 1963.

Le 12 août 1963, à 14 h 19, un Vickers Viscount de la compagnie Air Inter venant de Lille et en approche de l'aéroport de Lyon-Bron où il était prévu d'atterrir à 14 h 25, s'écrase au lieu-dit le Molon, en bordure de la route du Mas Rillier, sur le territoire de la commune de Tramoyes, à dix-huit kilomètres au nord de Lyon-Bron. Des orages extrêmement violents balayent la région entière à ce moment-là. L'avion est touché par la foudre qui endommage la radio et les systèmes de navigation[réf. nécessaire] et provoque sans doute une cécité temporaire des pilotes. Sans visibilité aucune, l'avion volant trop bas, heurte la cime d'un chêne, arrache le toit d'une ferme, fauche un pylône électrique et s'écrase dans un champ. Les débris sont éparpillés sur plus de cent mètres. Seule rescapée, une petite fille de cinq ans, blessée grièvement, survivra. Les vingt autres occupants, dont le commandant de bord Georges Valencia et les trois membres d'équipage, ainsi que deux personnes au sol[réf. nécessaire] auront péri dans cette catastrophe.
En avril 2014, une plaque commémorative est apposée au 475 rue des Pins au lieu-dit le Mollon,.

## Politique et administration

### Administration municipale
Le nombre d'habitants au dernier recensement étant compris entre 1 500 et 2 499, le nombre de membres du conseil municipal est de 19.
Fin 2017, début 2018, la démission de huit membres du conseil municipal implique l'organisation d'une élection municipale anticipée.

#### Liste des maires
| Période | Période  | Identité             | Étiquette | Qualité                                          |
| ------- | -------- | -------------------- | --------- | ------------------------------------------------ |
| 1945    | 1947     | Nicolas Bellet       |           |                                                  |
| 1947    | 1965     | Jean-Claude Geoffray |           |                                                  |
| 1965    | 1971     | Claudius Maurice     |           |                                                  |
| 1971    | 1989     | Albert Geoffray      |           |                                                  |
| 1989    | 2001     | René Poncin          |           | Réélu en 1995                                    |
| 2001    | 2018     | Henri Mercanti       | LR        | Retraité Fonction publique Réélu en 2008 et 2014 |
| 2018    | En cours | Xavier Deloche       | DVG       | Directeur qualité                                |

### Instances judiciaires et administratives
Tramoyes relève du tribunal d'instance de Trévoux, du tribunal de grande instance de Bourg-en-Bresse, de la cour d'appel de Lyon, du tribunal pour enfants de Bourg-en-Bresse, du conseil de prud'hommes de Bourg-en-Bresse, du tribunal de commerce de Bourg-en-Bresse, du tribunal administratif de Lyon et de la cour administrative d'appel de Lyon.

### Politique environnementale

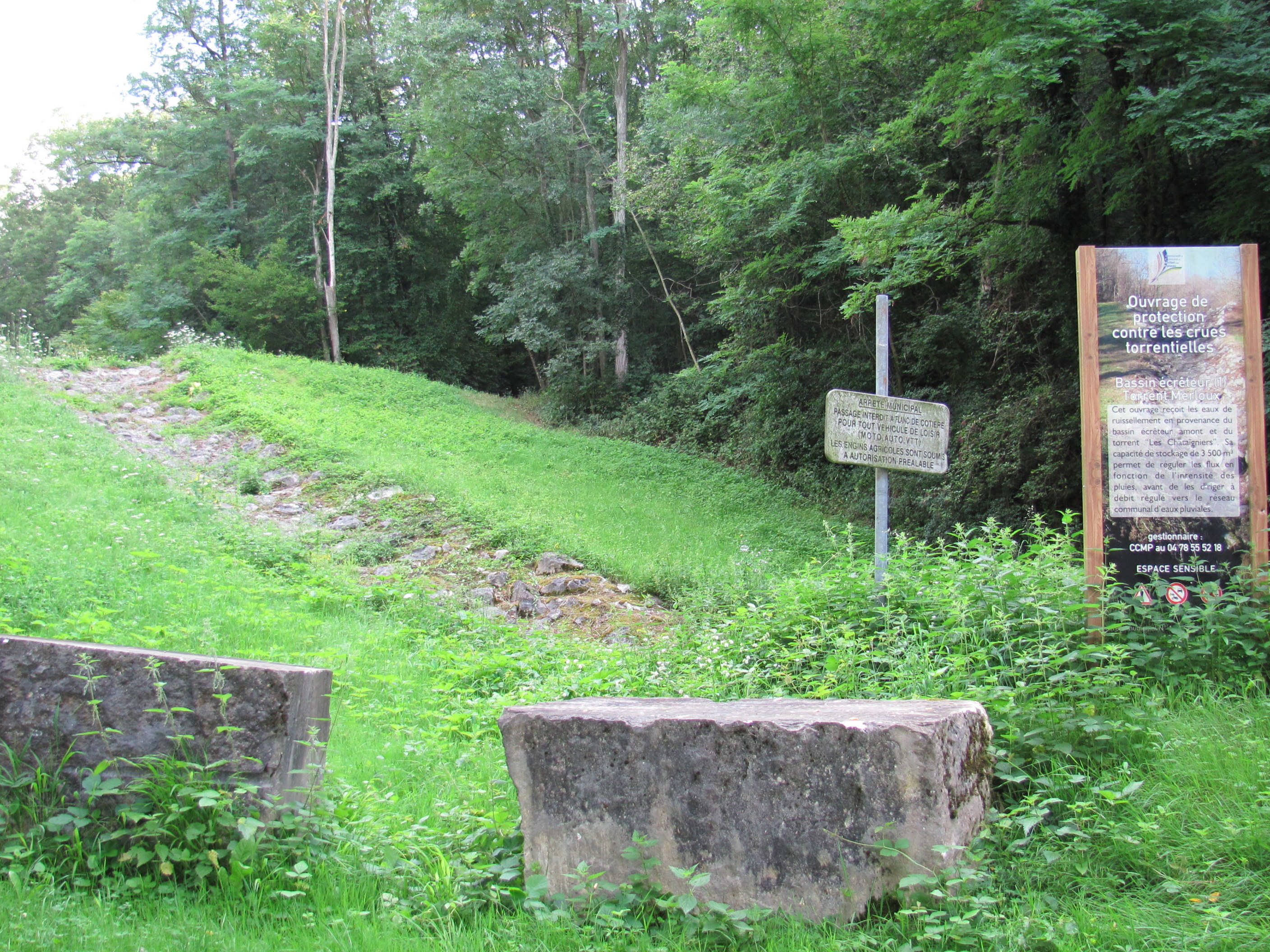
Vue de l'aménagement du torrent Merloux, en bord de route reliant Saint-Maurice-de-Beynost à Tramoyes.

Même si le territoire communal n'est pas directement concerné par le risque d'inondations dues au ruissellement sur le coteau, Tramoyes est investie au sein de la communauté de communes de Miribel et du Plateau, dans la prévention de ce risque naturel qui consiste en la création de bassins de rétention, la construction de gabions (empierrement) sur le coteau, ou encore en la préparation de plan de secours.

### Jumelages
Au 15 mai 2013, Tramoyes n'est jumelée avec aucune commune.

## Population et société

### Démographie
L'évolution du nombre d'habitants est connue à travers les recensements de la population effectués dans la commune depuis 1793. Pour les communes de moins de 10 000 habitants, une enquête de recensement portant sur toute la population est réalisée tous les cinq ans, les populations de référence des années intermédiaires étant quant à elles estimées par interpolation ou extrapolation. Pour la commune, le premier recensement exhaustif entrant dans le cadre du nouveau dispositif a été réalisé en 2005.
En 2022, la commune comptait 1 845 habitants, en évolution de +10,88 % par rapport à 2016 (Ain : +5,15 %, France hors Mayotte : +2,11 %).
| 1793 | 1800 | 1806 | 1821 | 1831 | 1836 | 1841 | 1846 | 1851 |
| ---- | ---- | ---- | ---- | ---- | ---- | ---- | ---- | ---- |
| 212  | 184  | 166  | 210  | 290  | 293  | 282  | 303  | 302  |

| 1856 | 1861 | 1866 | 1872 | 1876 | 1881 | 1886 | 1891 | 1896 |
| ---- | ---- | ---- | ---- | ---- | ---- | ---- | ---- | ---- |
| 311  | 352  | 363  | 356  | 346  | 320  | 345  | 379  | 358  |

| 1901 | 1906 | 1911 | 1921 | 1926 | 1931 | 1936 | 1946 | 1954 |
| ---- | ---- | ---- | ---- | ---- | ---- | ---- | ---- | ---- |
| 338  | 365  | 402  | 374  | 344  | 316  | 305  | 302  | 312  |

| 1962 | 1968 | 1975 | 1982 | 1990  | 1999  | 2005  | 2006  | 2010  |
| ---- | ---- | ---- | ---- | ----- | ----- | ----- | ----- | ----- |
| 355  | 364  | 571  | 788  | 1 136 | 1 527 | 1 604 | 1 609 | 1 674 |

| 2015  | 2020  | 2022  | - | - | - | - | - | - |
| ----- | ----- | ----- | - | - | - | - | - | - |
| 1 674 | 1 823 | 1 845 | - | - | - | - | - | - |

### Enseignement
Tramoyes est située dans l'académie de Lyon.
Elle administre une école maternelle et une école élémentaire communales regroupant 206 élèves en 2012-2013 et 183 élèves en 2015-2016.
Le collège de secteur est le collège de la Dombes situé à Saint-André-de-Corcy. Le transport jusqu'à celui-ci est assuré par le conseil départemental de l'Ain.

### Santé

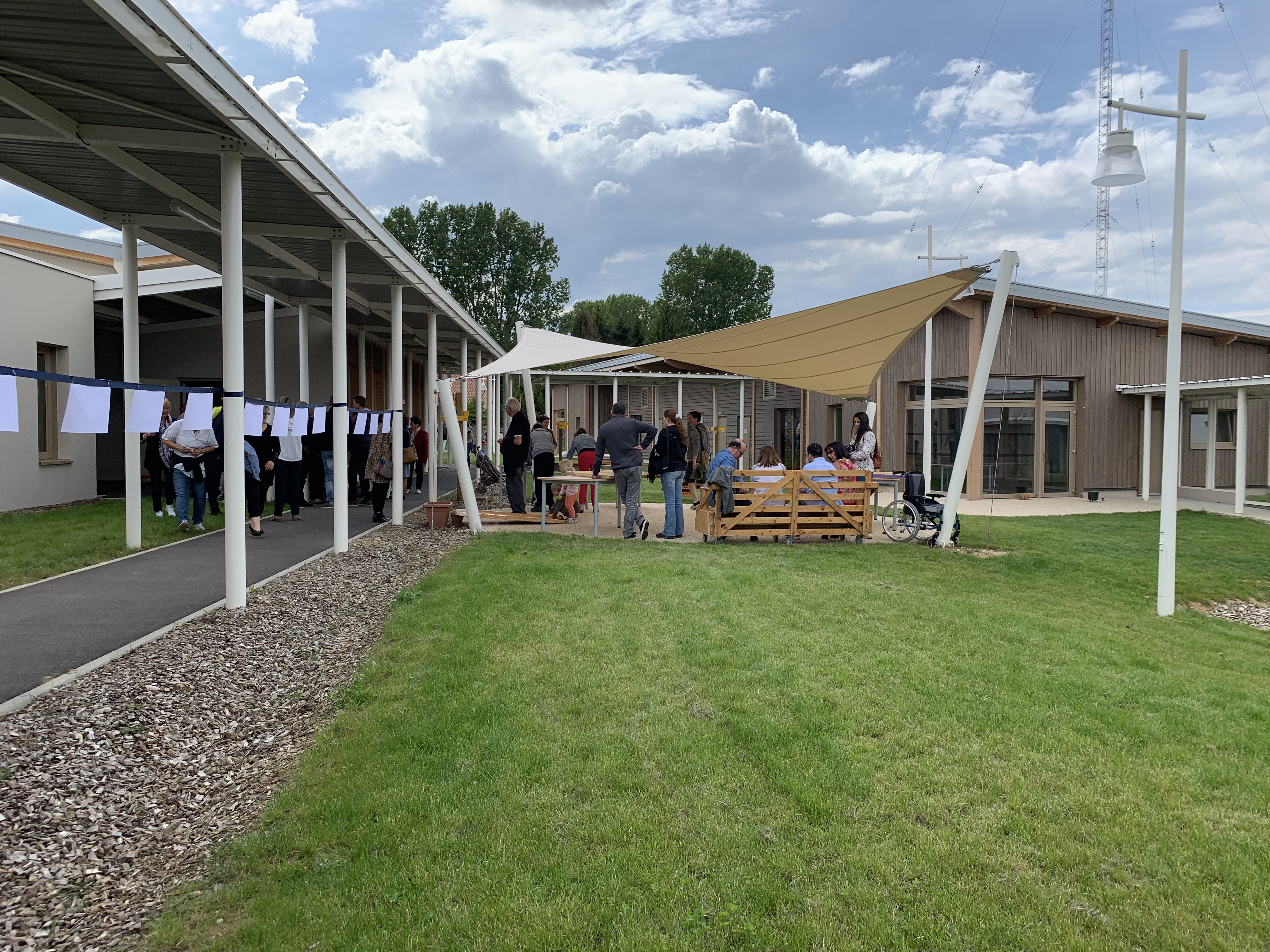
Les Passerelles de la Dombes.

Il n'y a pas de médecin mais un cabinet infirmier à Tramoyes. Un cabinet de kinésithérapie également.  Les plus proches sont situés dans la commune de Mionnay.
En 2018, un foyer d'accueil médicalisé spécialisé dans l'accompagnement des personnes épileptiques s'installe à Tramoyes : Les Passerelles de la Dombes.

### Sports
Une association nommée Sport et culture coordonne les différentes activités sportives et culturelles proposées dans la commune.
Un club de football a son siège à Tramoyes où il dispose de certains de ses terrains : le Sporting Club Portes de l'Ain.

### Cultes
Le territoire de la commune de Tramoyes dépend du groupement paroissial catholique « Saint-André-de-Corcy », au sein du diocèse de Belley-Ars, le lieu de culte est l'église Notre-Dame.

## Économie

### Revenus de la population et fiscalité
En 2010, le revenu fiscal médian par ménage était de 49 729 €, ce qui plaçait Tramoyes au 1 424e rang parmi les 31 525 communes de plus de 39 ménages en métropole. La proportion de foyers fiscaux imposables était alors de 75,7 %.

### Emploi
En 2009, la population âgée de 15 à 64 ans s'élevait à 1 131 personnes, parmi lesquelles on comptait 73,0 % d'actifs dont 69,3 % ayant un emploi et 3,8 % de chômeurs.
On comptait 207 emplois dans la zone d'emploi, contre 205 en 1999. Le nombre d'actifs ayant un emploi résidant dans la zone d'emploi étant de 792, l'indicateur de concentration d'emploi est de 26,1 %, ce qui signifie que la zone d'emploi offre seulement un emploi pour quatre habitants actifs.
Une agence Pôle emploi pour la recherche d'emploi est localisée à proximité de Tramoyes, sur le territoire de Miribel.

### Entreprises et commerces
Au 31 décembre 2010, Tramoyes comptait 100 établissements : 13 dans l’agriculture-sylviculture-pêche, 7 dans l'industrie, 14 dans la construction, 61 dans le commerce-transports-services divers et 5 étaient relatifs au secteur administratif.
En 2011, 10 entreprises ont été créées à Tramoyes, dont 5 par des auto-entrepreneurs.

## Culture et patrimoine
Depuis juin 2021, Tramoyes dispose de sa bibliothèque, intégrée au réseau communautaire de bibliothèques de la communauté de communes de Miribel et du Plateau.

### Lieux et monuments
Outre la poype du Châtel,

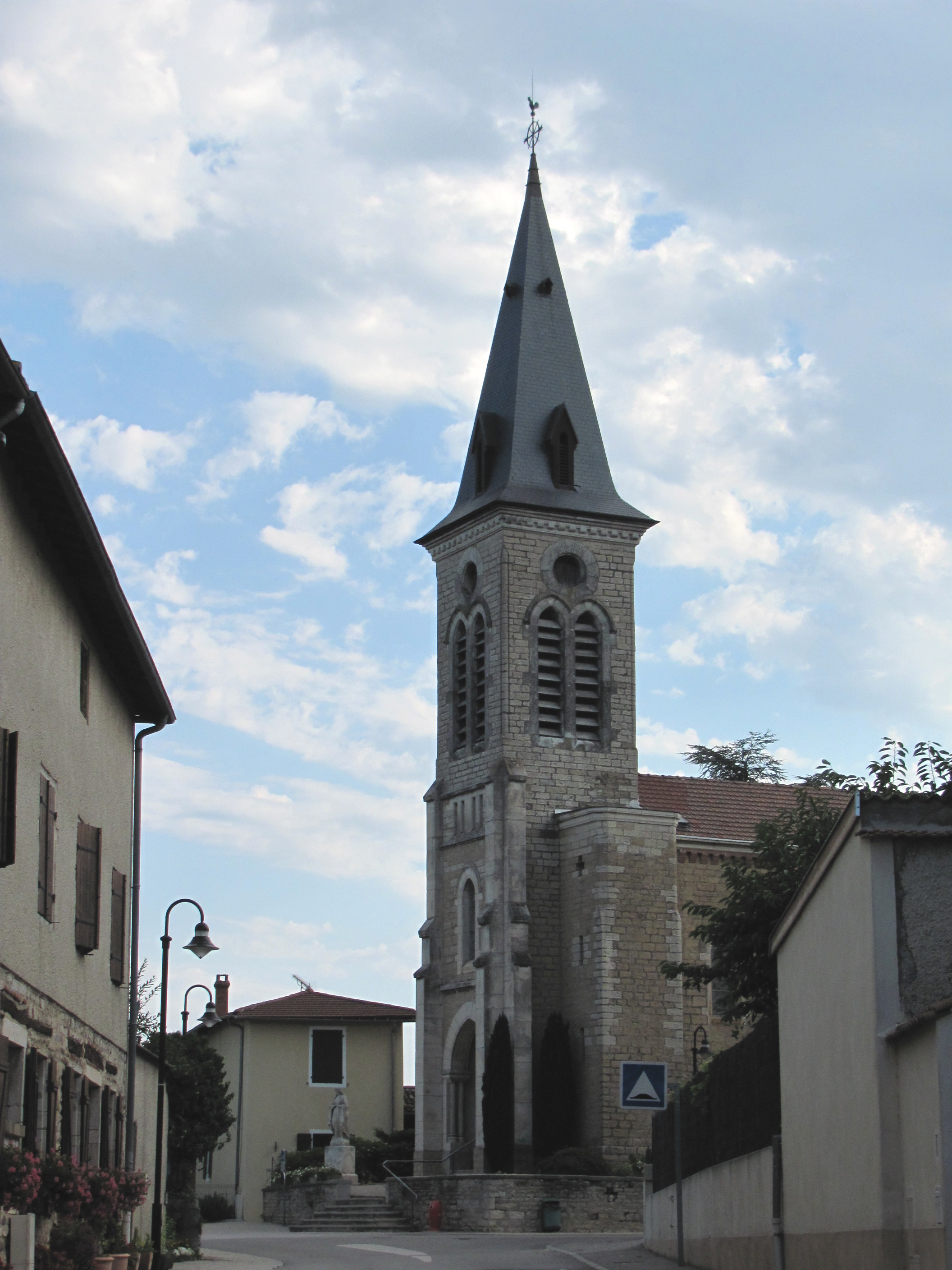
Vue de l'église Notre-Dame de Tramoyes.

, devenue par la suite le château de Gleteins (ou Glettin), plusieurs bâtiments sont recensés à l'Inventaire général du patrimoine culturel. Citons par exemple, la mairie-école, le tombeau des familles Togni et Simonet ou encore la fontaine de Claircombe,.
On peut également citer la ferme de Clairecombe datant des années 1600 et appartenant historiquement, comme la fontaine Daudé, à la famille éponyme ; enfin, une borne fontaine située quartier des Pins.
L'église Notre-Dame de Tramoyes compte elle, plusieurs éléments de mobiliers, inscrits comme objets à l'inventaire des monuments historiques ; en particulier, la statue de la Vierge située sur son parvis.

### Patrimoine naturel
Outre le marais des Échets, le territoire communal accueille plusieurs étangs (typiques de la Dombes) : on peut citer celui du Colombier et Boiron, le Grand Étang Neuf ou encore l'étang du Gravier.

#### Faune sauvage
C'est chez les amphibiens et les oiseaux que la richesse animale est la plus grande, à Tramoyes.
Chez les oiseaux, le héron pourpré et le râle d'eau nichent sur les étangs et lors des périodes de migration, le combattant varié, le vanneau huppé et le chevalier cul-blanc sont souvent observés.
On dénombre pas moins de douze espèces d'amphibiens sur la commune à savoir, pour les plus abondantes, la grenouille agile, le crapaud commun, la grenouille de Lessona, la grenouille verte, la grenouille rieuse et le triton palmé.
Les espèces plus remarquables que l'on observe sont entre autres la grenouille rousse, le crapaud calamite, le triton alpestre et la rainette verte.

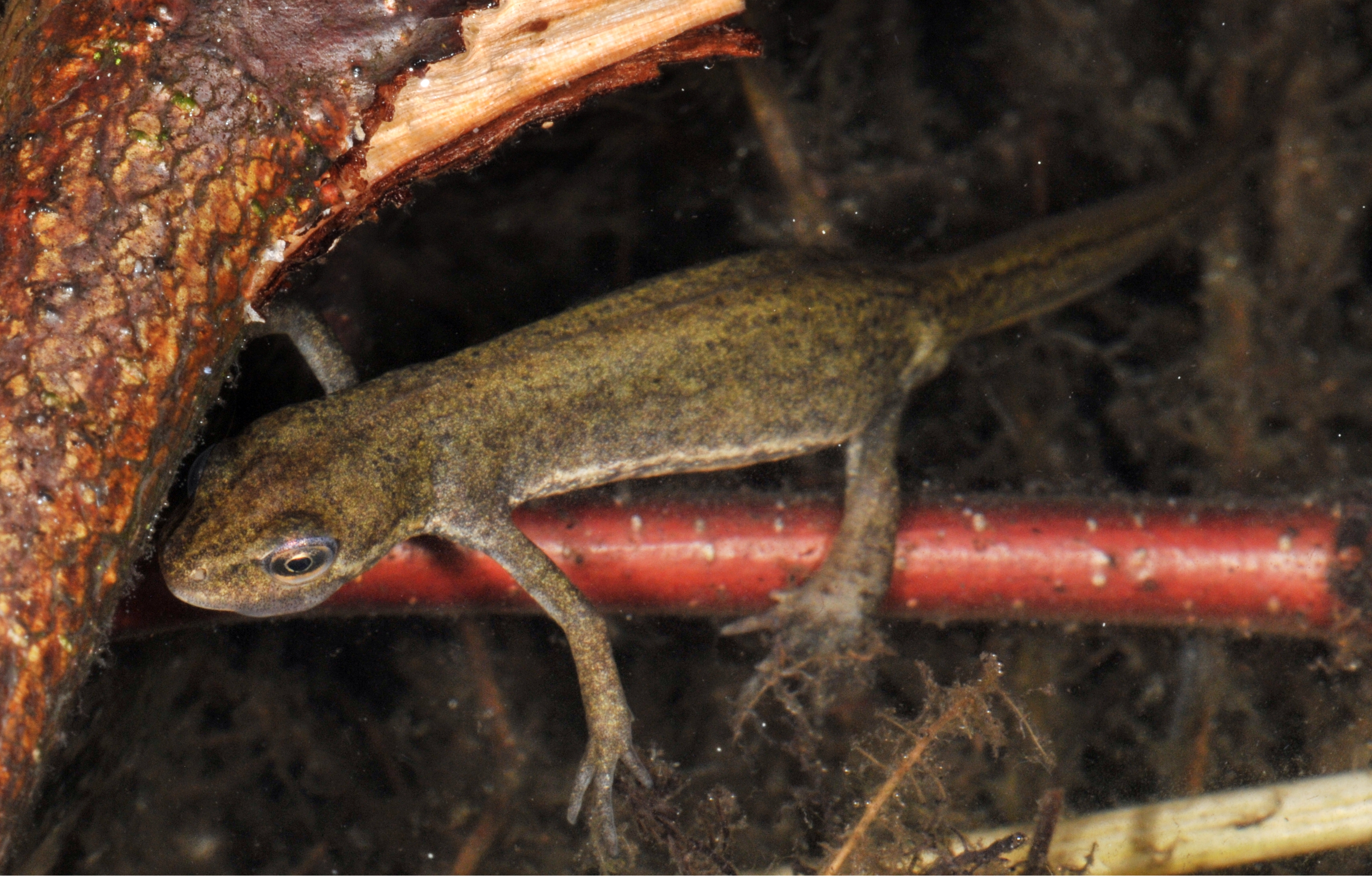
Un triton ponctué (Lissotriton vulgaris).

En plus de ces espèces, le triton crêté s'ajoute à la liste. Il s'agit d'une espèce rare et bénéficiant de statuts de protection très élevés. Enfin, le triton ponctué complète la liste. C'est la seule commune de l'Ain dans laquelle l'espèce est actuellement connue, ainsi que l'une des rares en Rhône-Alpes.
Concernant les reptiles, le lézard des murailles, le lézard vert occidental ; la couleuvre verte et jaune, la couleuvre à collier et la vipère aspic sont présentes. La cistude d'Europe a été observée dans le passé et une observation datée de mars 2012 confirme sa présence.

### Personnalités liées à la commune
- Juste Guérin (1578-1645), évêque de Genève, est né à Tramoyes[52].
- Martin Dumollard (1810-1862), tueur en série, est né à Tramoyes[52]. Il assassina sa première victime, Marie Baday, en 1855 en forêt de Montaverne à Tramoyes[53].
- Claudius Four (1895-1943), né à Saint-Maurice-de-Beynost, Compagnon de la Libération, était l'instituteur de Tramoyes jusqu'à son incorporation en 1914[54].

### Héraldique
| Armes de Tramoyes | La commune de Tramoyes porte : De sinople à la balise d’argent à dextre chargée de trois fasces de gueules et accompagnée d’une massette de gueules tigée d’or, d’un épi d’or feuillé de deux pièces du même, mouvant du pied de la balise. |

## Pour approfondir